# 福崎町
福崎町（日语：／ Fukusaki chō */?）是位于日本兵庫縣中部的行政區劃。
轄區周邊為山區、丘陵地形，市川由北往南穿過轄區中央，中央區域形成小型盆地地形。

## 人口
| 福崎町人口分布圖 |                                               |  |
| 福崎町與日本全國年齡別人口分布比較圖 （2005年資料） | 福崎町的年齡、男女別人口分布圖 （2005年資料） |  |
| ■紫色是福崎町 ■綠色是全国 | ■藍色是男性 ■紅色是女性                       |  |
| 福崎町人口變化 \| 1970年 \| 16,637人 \| \| \| 1975年 \| 17,603人 \| \| \| 1980年 \| 18,089人 \| \| \| 1985年 \| 18,787人 \| \| \| 1990年 \| 19,913人 \| \| \| 1995年 \| 19,854人 \| \| \| 2000年 \| 19,582人 \| \| \| 2005年 \| 20,669人 \| \| \| 2010年 \| 19,830人 \| \| \| 2015年 \| 19,738人 \| \| \| 2020年 \| 19,377人 \| \| |                                               |  |
| 資料來源：日本總務省統計中心提供之人口普查數據 |                                               |  |
| 1970年 | 16,637人                                      |  |
| 1975年 | 17,603人                                      |  |
| 1980年 | 18,089人                                      |  |
| 1985年 | 18,787人                                      |  |
| 1990年 | 19,913人                                      |  |
| 1995年 | 19,854人                                      |  |
| 2000年 | 19,582人                                      |  |
| 2005年 | 20,669人                                      |  |
| 2010年 | 19,830人                                      |  |
| 2015年 | 19,738人                                      |  |
| 2020年 | 19,377人                                      |  |

## 历史
在令治國時代屬於播磨國，中世時置有莊園田原莊，先後屬於皇室和九條家的領地，直到戰國時代隨著播磨國成為赤松氏所控制。江戶時代後，成為姬路藩的領地直到1872年廢藩置縣。
1889年日本實施町村制，現在的轄區在當時分屬田原村、八千種村、福崎村；其中福崎村先在1925年升格為福崎町，1956年，再與田原村、八千種村合併為現在的福崎町。
2006年曾與南側的香寺町討論是否合併，但香寺町最終選擇併入姬路市，福崎町因而繼續保持獨立。

### 變遷表
| 1889年4月1日 | 1889年-1926年        | 1926年-1944年        | 1944年-1954年        | 1954年-1989年       | 1954年-1989年       | 1989年-現在         | 現在                |
| ------------ | -------------------- | -------------------- | -------------------- | ------------------- | ------------------- | ------------------- | ------------------- |
| 田原村       | 田原村               | 田原村               | 田原村               | 1956年5月3日 福崎町 | 1956年5月3日 福崎町 | 1956年5月3日 福崎町 | 1956年5月3日 福崎町 |
| 八千種村     |                      |                      |                      | 1956年5月3日 福崎町 | 1956年5月3日 福崎町 | 1956年5月3日 福崎町 | 1956年5月3日 福崎町 |
| 福崎村       | 1925年12月1日 福崎町 | 1925年12月1日 福崎町 | 1925年12月1日 福崎町 | 1956年5月3日 福崎町 | 1956年5月3日 福崎町 | 1956年5月3日 福崎町 | 1956年5月3日 福崎町 |

## 交通

### 鐵路
- 西日本旅客鐵道（JR西日本）
  - 播但線：（姬路市） - 福崎車站 - （市川町→）

### 公路
高速道路
- 中國自動車道：（加西市） - 加西服務區（日语：加西サービスエリア） - 福崎交流道（日语：福崎インターチェンジ） - （姬路市）
- 播但連絡道路：（姬路市） - 福崎南匝道 - 福崎交流道 - 福崎北匝道 - 福崎北收費站（日语：福崎北料金所） - （市川町）

一般國道
- 國道312號（日语：国道312号）

## 觀光資源
- 七種瀑布（日语：七種の滝）：兵庫縣観光百選、近畿観光100景
- 福崎町立神崎郡歷史民俗資料館（日语：福崎町立神崎郡历史民俗資料館）：1886年竣工的西式建築
- 柳田國男誕生住宅
- 柳田國男紀念館（日语：柳田國男記念館）
- 三木家住宅（日语：三木家住宅）
- 舊辻川郵便局（日语：旧辻川郵便局）
- 神積寺（日语：神積寺）：創建於991年，播磨天台六山之一，其內的藥師如來坐像是國家重要文化財
- 金剛城寺（日语：金剛城寺）：播磨西國三十三箇所第12號、新西國三十三所第30號
- 應聖寺（日语：應聖寺）：名勝庭園、沙羅之寺
- 熊野神社（日语：熊野神社）：舊鄉社

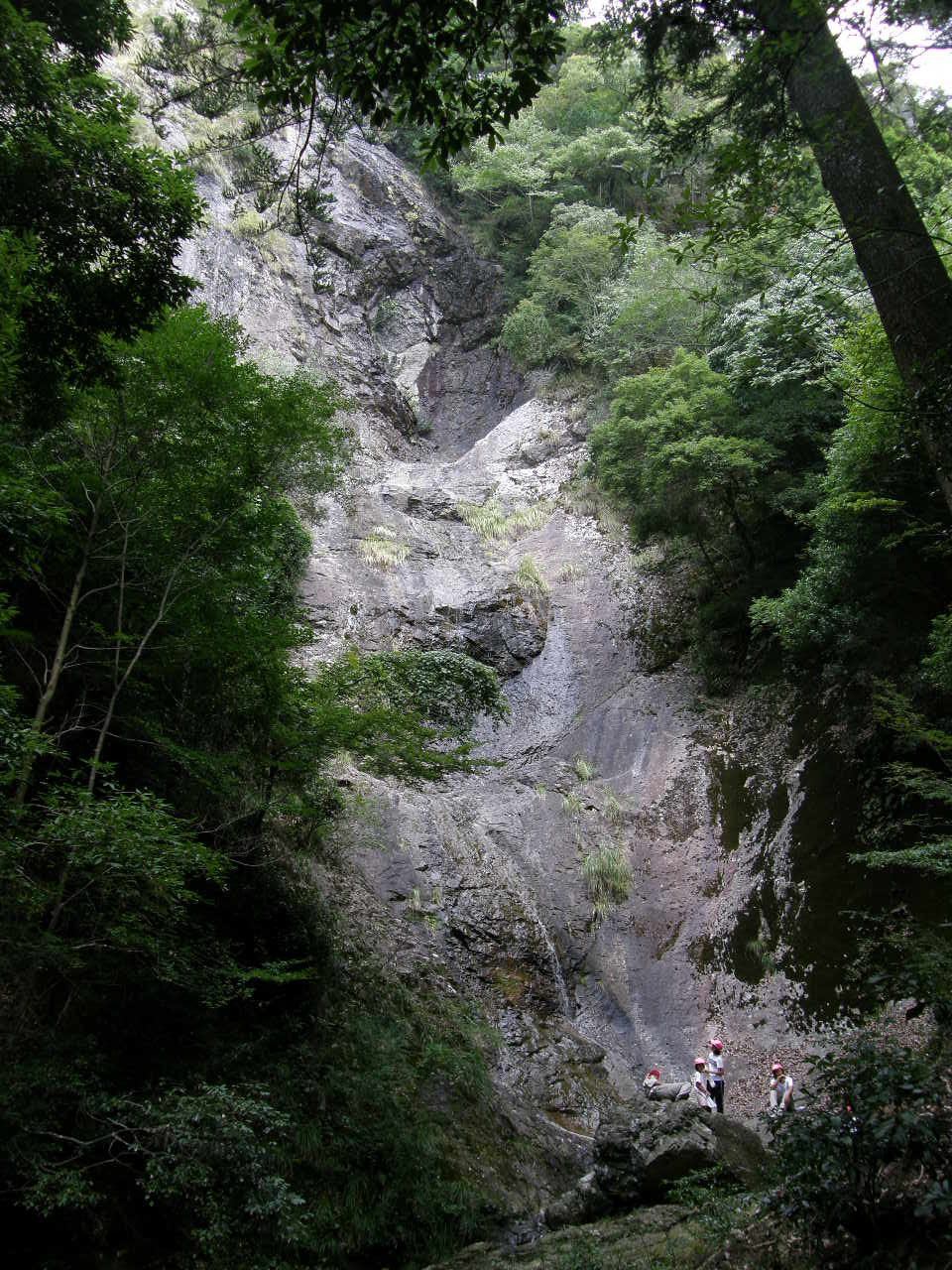
七種瀑布
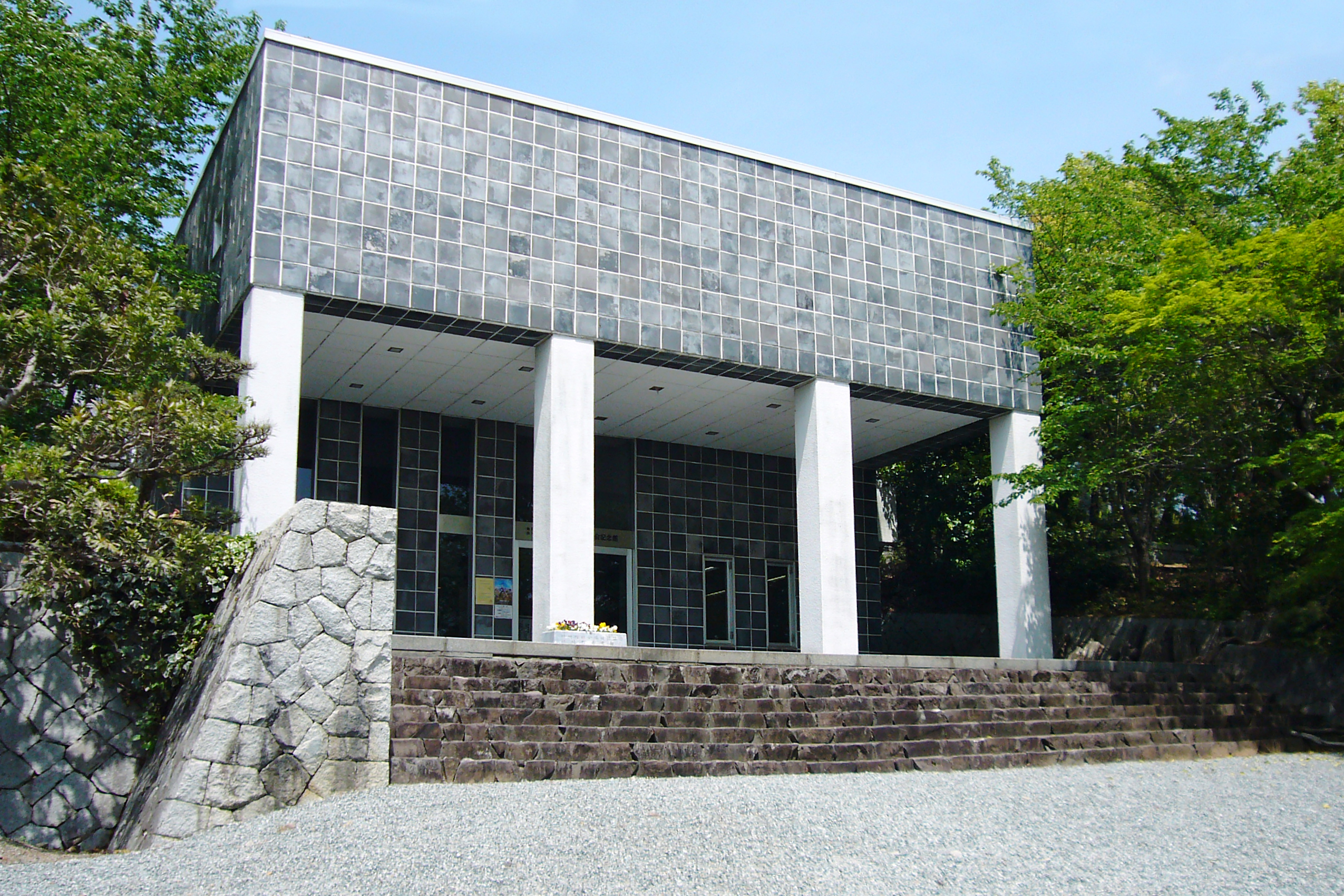
柳田國男・松岡家顯彰會記念館
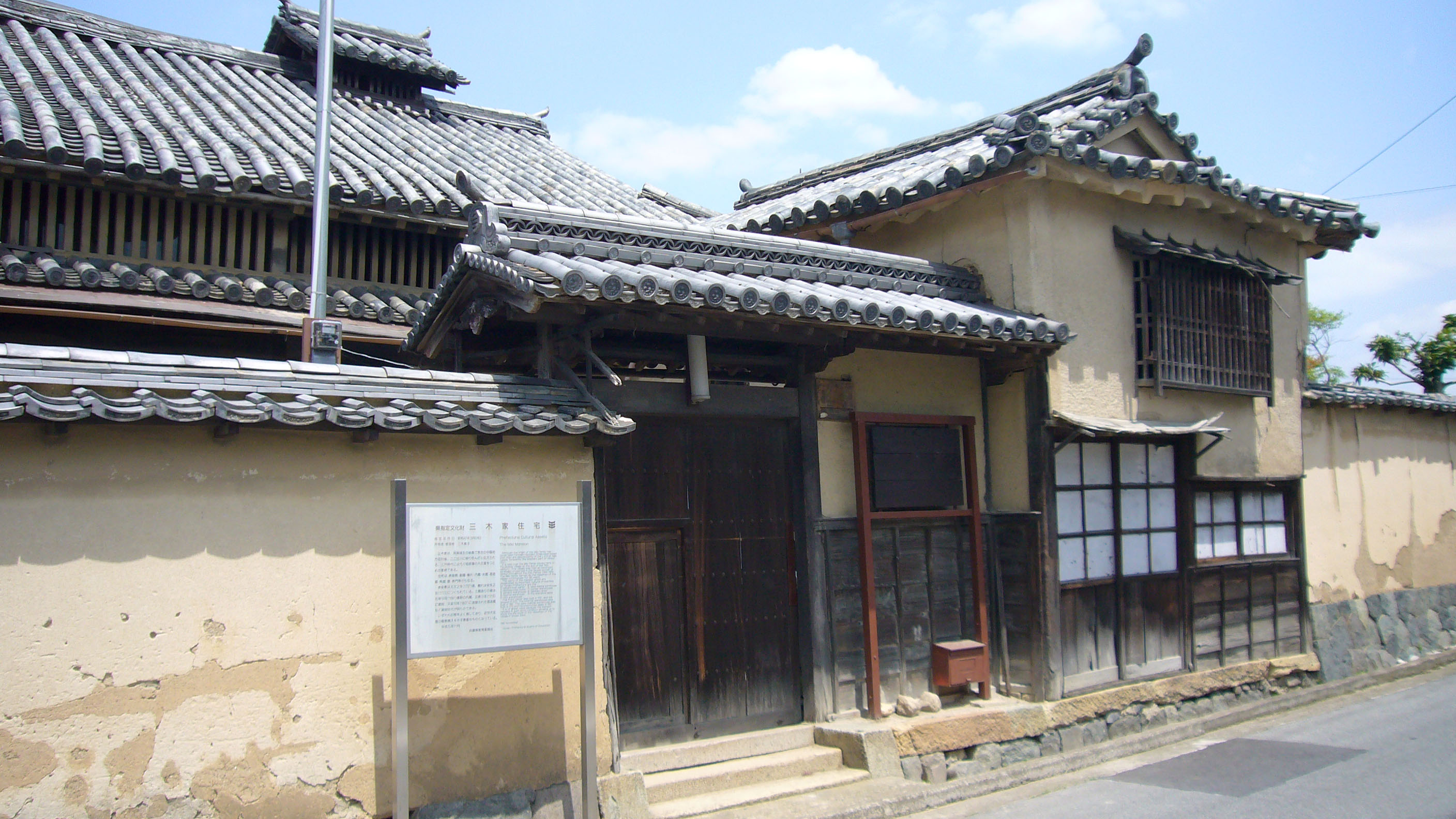
三木家住宅
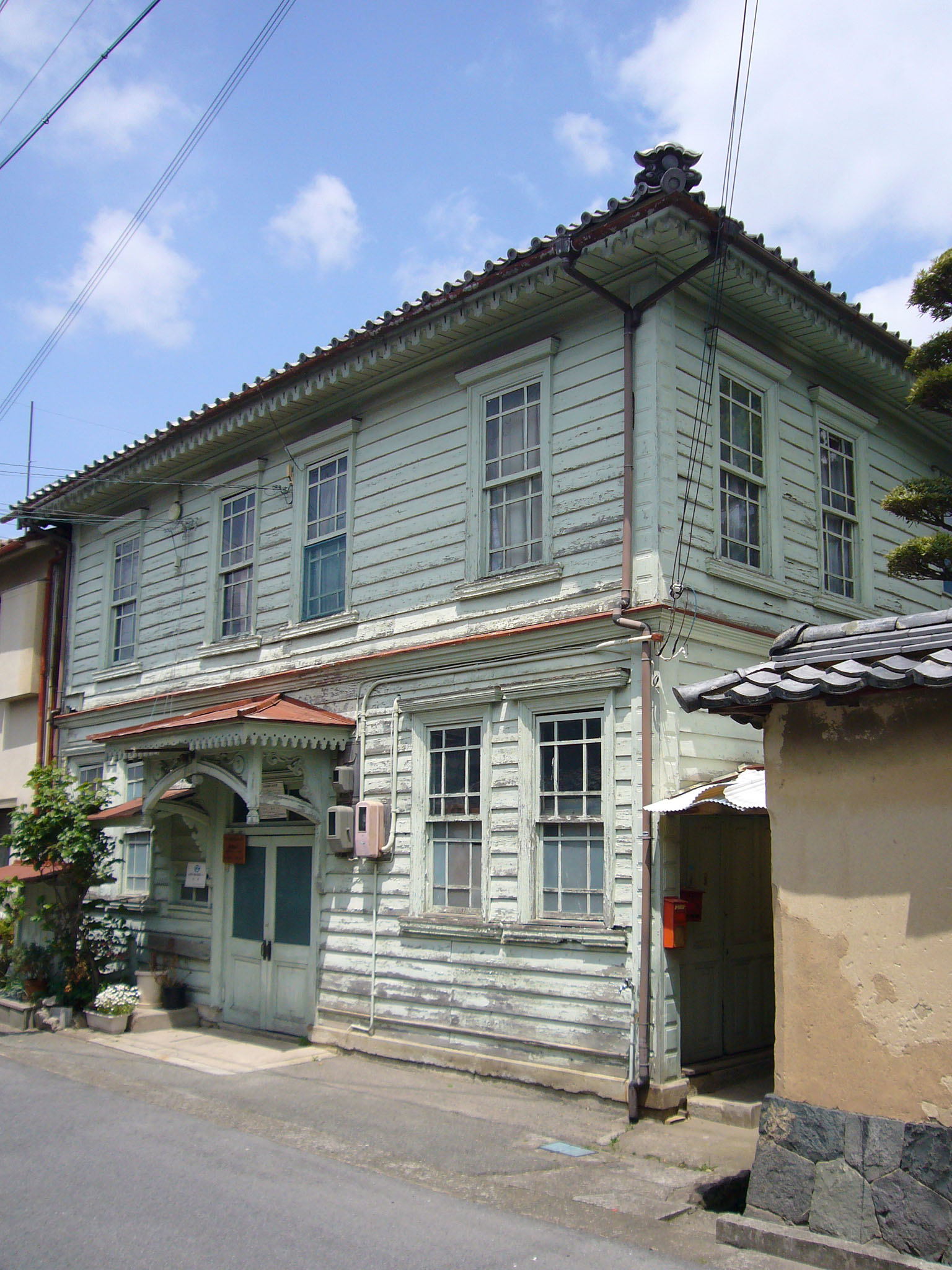
舊辻川郵便局
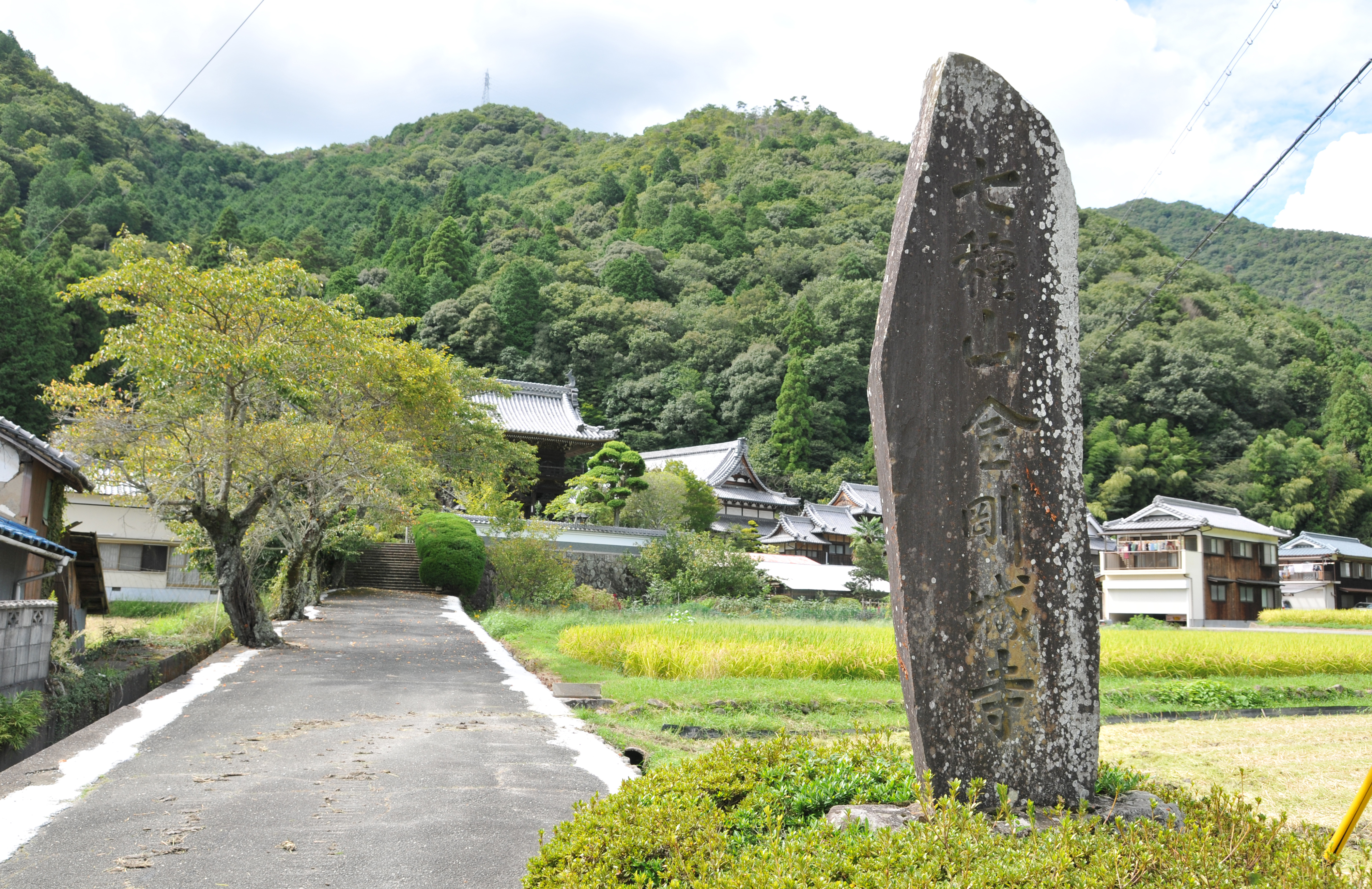
金剛城寺
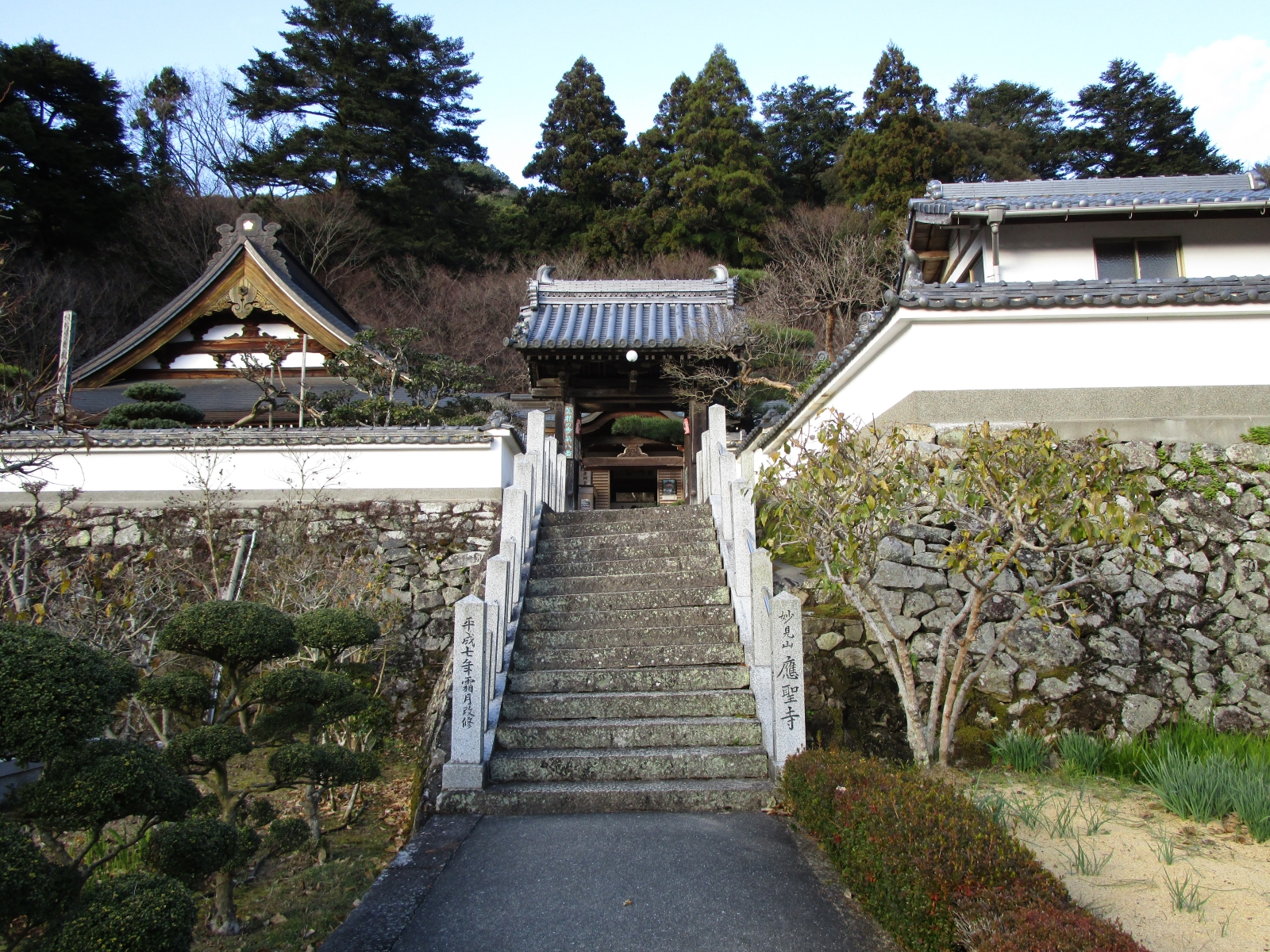
應聖寺

## 教育
大學
- 神戶醫療福祉大學（日语：神戸医療福祉大学）

## 本地出身之名人
- 柳田國男 - 民俗学者、文化勳章受章
- 井上通泰 - 国文学者、歌人、医師
- 松岡静雄 - 語学者・民族学者
- 松岡映丘 - 日本画家
- 柳田直平 - 大審院判事

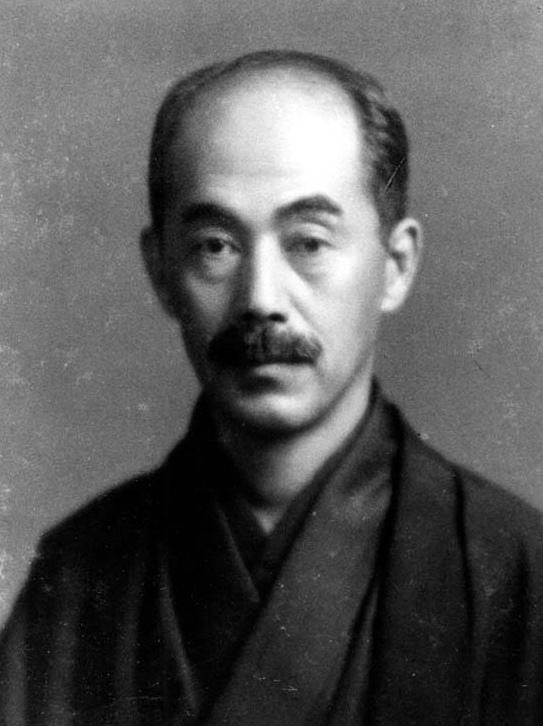
柳田國男
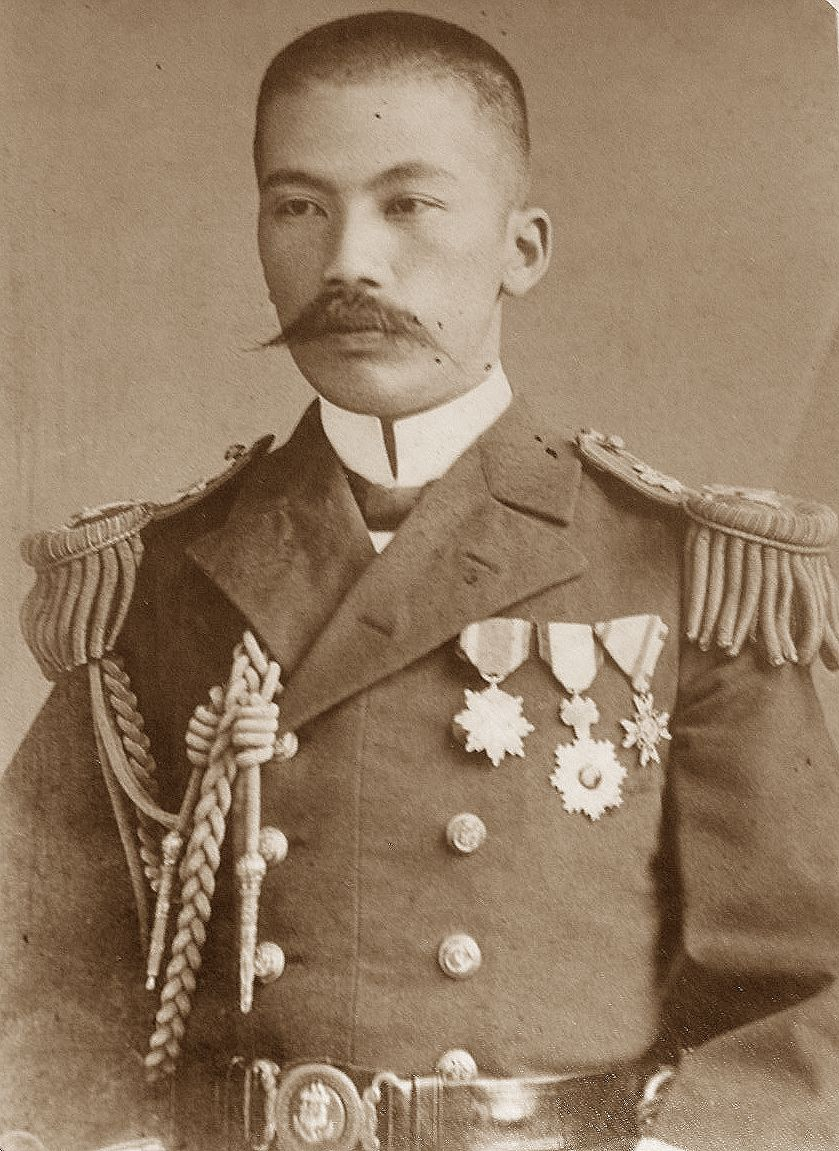
松岡静雄

## 外部連結
- （日語） 福崎町觀光協會
- （日語） 官方网站
- OpenStreetMap上有關福崎町的地理